# چستر بنینگتون
چستر چارلز بنینگتون (انگلیسی: Chester Charles Bennington؛ ۲۰ مارس ۱۹۷۶ – ۲۰ ژوئیهٔ ۲۰۱۷) خوانندهٔ آمریکایی و وکالیست اصلی گروه راک لینکین پارک بود. او همچنین به عنوان خوانندهٔ اصلی در گروه راک دد بای سانرایز شناخته می‌شد و با گروه راک استون تمپل پایلتس از سال ۲۰۱۳ تا ۲۰۱۵ به عنوان خواننده همکاری داشت. او از سوی چندین نشریه به عنوان یکی از چهره‌های برجسته و تأثیرگذار راک و متال در قرن بیست و یک شناخته می‌شود؛ او همچنین در فهرست ۱۰۰ خوانندهٔ برتر متال تمام زمان‌ها که توسط نشریهٔ هیت پریدر منتشر شد  «جایگاه سوم» را در اختیار داشت. او دو بار برندهٔ جایزهٔ گرمی شد.
بنینگتون از کودکی و در بخش عمده‌ای از دوران زندگی با افسردگی و سوءمصرف مواد دست و پنجه نرم می‌کرد. پیکر مردهٔ او در ۲۰ ژوئیهٔ ۲۰۱۷ در خانه‌اش در پالوس وردس استیتس، کالیفرنیا یافت شد. نتیجه‌گیری پزشک قانونی حاکی از آن بود که او بر اثر حلق‌آویز کردن خودش مرده است.

## زندگی

### سال‌های نخستین
چستر در شهر فینیکس در ایالت آریزونای آمریکا به دنیا آمد. مادر او یک پرستار بود و پدرش یک کارآگاه پلیس که در دو شیفت روی پرونده‌های تجاوزهای جنسی به کودکان کار می‌کرد. او از کودکی به موسیقی علاقه نشان داد و از گروه‌های دپش مد و استون تمپل پایلتس به عنوان اولین الهام‌بخش‌هایش نام می‌برد.
چستر از هفت سالگی توسط یکی از دوستان مذکرش که کمی از او بزرگ‌تر بود مورد تجاوز جنسی قرار می‌گرفت. او از افشا کردن این موضوع هراسان بود زیرا از این‌که دیگران فکر کنند که او همجنس‌گرا یا دروغگوست می‌ترسید و با سکوت او، تجاوز تا سیزده سالگی‌اش ادامه پیدا کرد.
پدر و مادر چستر زمانی که او تنها یازده سال داشت از یکدیگر جدا شدند و پدر بنینگتون حضانت او را بر عهده گرفت. تجاوز و شرایط حاکم بر خانه به شدت بر روحیهٔ او اثر گذاشت و چستر برای آرام کردن خود به نقاشی کشیدن و نوشتن شعر و ترانه روی آورد. او در نوجوانی تحت تأثیر وضعیت نامناسب زندگی‌اش مصرف الکل و مواد مخدر را آغاز نمود و به الکل، و کوکائین، اعتیاد پیدا کرد.
علاوه بر تمام این‌ها، چستر در دبیرستان مورد آزار و اذیت فیزیکی قرار می‌گرفت. او در مصاحبه‌ای اقرار کرد که «در مدرسه مثل یک عروسک پارچه‌ای به خاطر لاغر و متفاوت بودن به در و دیوار کوبیده می‌شد».بنینگتون در ۱۷ سالگی به خانهٔ مادرش نقل مکان کرد و زمانی که مادرش متوجه مصرف مواد مخدر از جانب او شد، او را برای مدتی از خروج از خانه محروم کرد.
بنینگتون سرانجام در بزرگسالی موفق به غلبه بر اعتیاد خود شد و بعدها در مصاحبه‌های خود مصرف مواد مخدر را کاری بد می‌شمرد. او پیش از آغاز موسیقی حرفه‌ای در یک رستوران برگر کینگ کار می‌کرد و وضعیت مالی خوبی نداشت.

### موسیقی
از آهنگ‌های معروف او در گروه لینکین پارک می‌توان به کرخت، یک نور دیگر، در پایان، جایی که به آن تعلق دارم، ضعیف، شکستن عادت، آنچه من انجام داده‌ام، سنگین وهمه‌اش را بسوزان اشاره کرد.

### سردرگمی خاکستری
او پیش از پیوستن به گروه لینکین پارک، خوانندهٔ گروه منحل‌شدهٔ گری دیز (انگلیسی: Grey Daze، سردرگمی خاکستری) در زادگاهش فینیکس بود. شان دودل «گری دیز» گروه سبک «پست‌گرانج» را در سال ۱۹۹۲ با دوستانش تأسیس کرد و پس از آن گروه که به دنبال خواننده می‌گشت، چستر را معرفی کرد. گروه تا سال ۱۹۹۸ به ساخت دموها پرداخت تا این‌که درون گروه اختلاف سلیقه به‌وجود آمد و چستر که از گروه ناراضی بود، جدا شد و به لینکین پارک پیوست. از سال ۱۹۹۸ این گروه دیگر فعالیت ندارد.
گروه، ۱۲ اجرای زنده داشت. در سال ۲۰۰۲ برای یک اجرای دوباره برنامه‌ریزی شد. درآمد این اجرا قرار بود برای درمان بابی بنیش گیتاریست گروه که مبتلا به تومور مغزی بود صرف شود اما این اجرا به دلیل مخالفت مدیر لینکین پارک کنسل شد چون هم‌زمان با کار ضبط آلبوم متئورا بود و بعد از آن هم، زمانی برای اجرا تعیین نشد. چستر برای این موضوع بسیار ناراحت شد و تصمیم گرفت خودش به بابی و خانواده‌اش کمک کند اما بابی در سال ۲۰۰۴ درگذشت.

### لینکین پارک
چستر در سال ۱۹۹۸ از گری دیز بیرون آمد و تلاش کرد تا گروه دیگری پیدا کند. پس از مدتی جف بلو، نایب رئیس شرکت زومبا موزیک لس آنجلس به چستر و دیگر اعضای آیندهٔ لینکین پارک پیشنهاد آزمایش صدا کرد. او از کارش استعفاء داد و خانواده‌اش را به کالیفرنیا برد، جایی که حضوری موفق در گروه لینکین پارک داشت. بنینگتون و مایک شینودا، دیگر خوانندهٔ گروه، از خود عملکرد قابل توجهی نشان دادند اما پیشنهادهای گروه به شرکت‌های ناشر پی در پی رد می‌شد، بالاخره جف بلو که آن زمان در شرکت برادران وارنر بود به آن‌ها کمک کرد تا با شرکت برادران وارنر قرارداد ببندند. نام چستر بنینگتون و لینکین پارک در سال ۲۰۱۷ در میان فهرست بیشترین کلمات جستجوشده در گوگل وجود دارد.

### دد بای سانرایز
دد بای سانرایز از سال ۲۰۰۵ شروع به فعالیت کرد. در ۱۳ اکتبر ۲۰۰۹ تنها آلبوم استودیویی دد بای سانرایز به نام Out of Ashes در سبک پست‌گرانج، آلترناتیو راک و الکترونیک راک تحت لیبل برادران وارنر منتشر شد. این آلبوم توانست رتبهٔ ۲۹ بیلبورد ۲۰۰ آلبوم برتر را کسب کند.

### استون تمپل پایلتس
در ۱۹ مه، چستر بنینگتون با گروه استون تمپل پایلتس همکاری تازه‌ای را شروع کرد. EP این گروه به نام High Rise در ۲۹ اوت در صفحهٔ فیس‌بوک گروه منتشر شد.

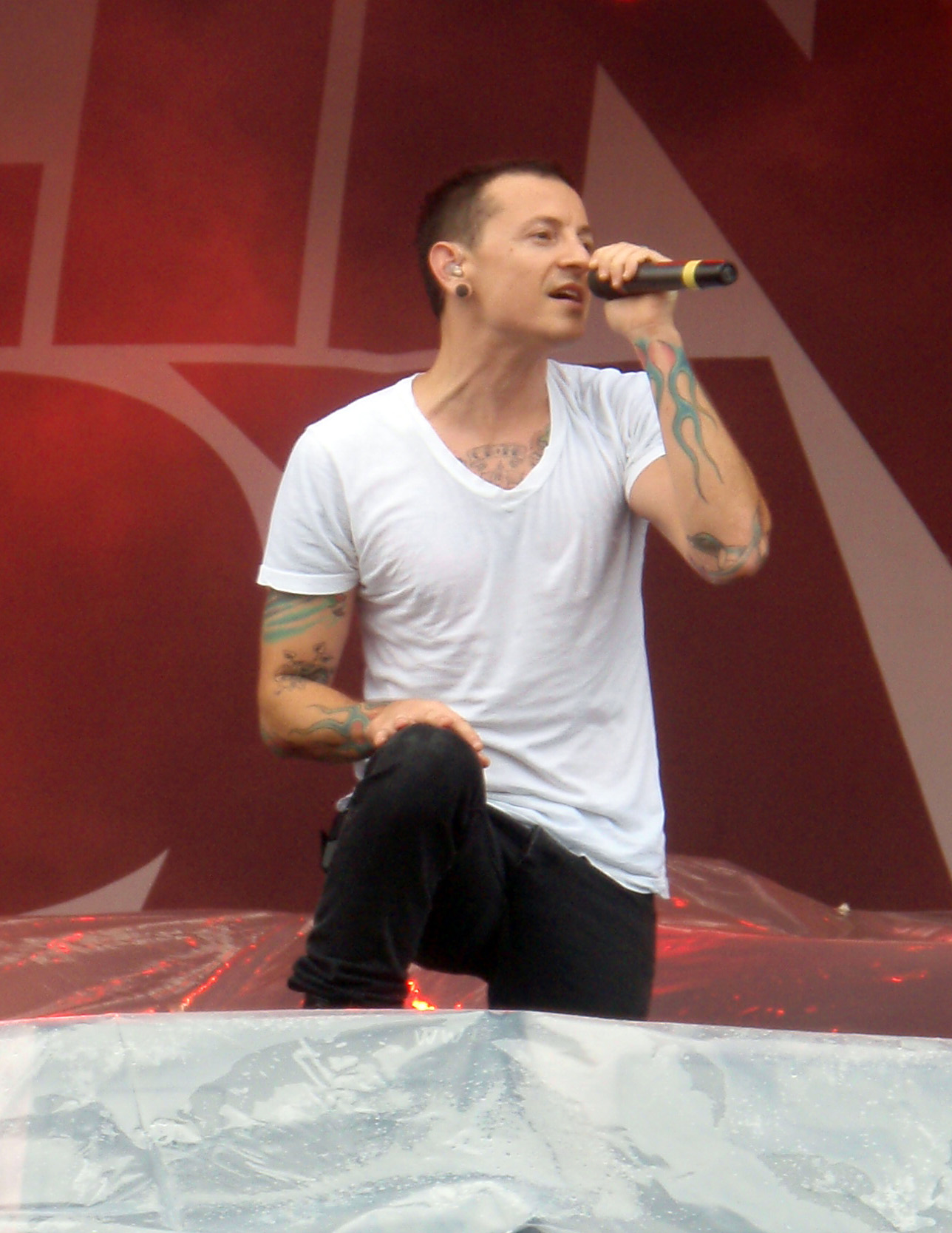
چستر بنینگتون در حال اجرا در فستیوال Sonisphere به همراه لینکین پارک، فنلاند، سال ۲۰۰۹

### زندگی شخصی
چستر فرزندی به نام جِیمی از رابطهٔ پیشین خود با الکا برند داشت. جیمی که اولین فرزند بنینگتون است، در سال ۱۹۹۶ زاده شد. چستر در همان سال با سامانتا مری اُلیت (متولد ۱۹۷۲) ازدواج کرد و فرزند آن‌ها به نام دریون سباستین در سال ۲۰۰۲ به دنیا آمد. در سال‌های اولیهٔ پیوستن چستر به لینکین پارک رابطهٔ او با سامانتا به سردی کشید و در سال ۲۰۰۵ از هم جدا شدند. پس از این جدایی، چستر با تالیندا بنتلی (در حال حاضر: تالیندا بنینگتون، متولد ۱۹۷۶) وارد رابطه شد و این دو در روز آخر سال ۲۰۰۵ با یکدیگر ازدواج کردند. رایان شاک (عضوی از دد بای سانرایز و دوست صمیمی چستر) واسطهٔ آشنایی چستر و تالیندا بود. فرزند اول این زوج به نام تایلر در سال ۲۰۰۶ متولد شد و این زوج در سال ۲۰۱۱ صاحب دخترانی دوقلو به نام لی‌لی و لایلا شدند.
همچنین او در سال ۲۰۰۶ پسر الکا برند، ایزایا، که در آن زمان نُه سال داشت را به فرزندی خود پذیرفت.
با وجود موفقیت شگفت‌انگیز و مورد توجه بودن بنینگتون در سال‌های نخستین دههٔ ۲۰۰۰ میلادی، او در این مدت با چندین بیماری دست و پنجه نرم کرده‌بود. در سال ۲۰۰۱ در حالی که او در جشنوارهٔ آزفست (جشنوارهٔ موسیقی‌های هارد راک و متال) شرکت داشت، یک عنکبوت زهردار (عنکبوت منزوی) او را گزید. او در تابستان ۲۰۰۳ دچار مشکلاتی در دستگاه گوارش شد و مورد عمل جراحی قرار گرفت. چستر در اکتبر ۲۰۰۷ درحالی‌که در کنسرتی در ملبورن استرالیا از روی سِن به پایین می‌پرید سُر خورد و مُچ دستش شکست، اما او با همان حال کنسرت را ادامه داد و پس از پایان نمایش به اورژانس منتقل شد.
بنینگتون و همسر دومش حدود یک سال توسط یک هکر به نام دون تاونسند مورد حمله قرار گرفته بودند. تاونسند به جرم دسترسی بی‌اجازه به ایمیل آنان و فرستادن ایمیل‌های تهدیدآمیز به دو سال حبس محکوم شد.

### خالکوبی‌ها
بنینگتون به خالکوبی علاقهٔ زیادی داشت. اولین تتوی خودش را در سن ۱۸ سالگی زد و نوزده عدد خالکوبی روی بدنش داشت. این علاقه باعث شد که با دوست دوران دبیرستان خود «شان دادل»، «کلاب تتو» را گسترش دهد.
چستر ۳ تتو روی انگشتانش داشت:
- روی انگشت کوچک دست راست، تتوی سنگ ماه تولدش
- روی انگشت ازدواج دست چپ، تتوی حلقهٔ نامزدی که از زمان طلاقش پوشانده می‌شد و یک تتوی نماد ژاپنی روی همان انگشت

روی دست‌ها:
- روی مچ هر دو دست، تتوی شعله‌های آبی و قرمز که نمادی از برج حمل است. طبق گفتهٔ بنینگتون، این خالکوبی نشانگر هر دو سوی شخصیت او بود. (آب و آتش)
- روی آرنج سمت راست، جمجمهٔ دزد دریایی
- پشت آرنج سمت چپ، زن کولی
- روی آرنج سمت چپ، جمجمه‌ای با چشم‌های الماس همراه با تار عنکبوت و گل رز اطرافش
- روی هر دو بازو، تتوی نماد برج حوت (ماهی)/ تتوی ماهی کوی که نماد برج حوت است، نماد دلاوری و ایستادگی و پشتکار هم بود. چستر خودش این تتو را طراحی کرده بود.
- روی کمر: قسمت بالایی کمر، اریفیس ۶ بازو
- دو طرف کمر و تتوی ۶ بازو، دو تتوی اژدها که مثل هم بودند و فقط رنگشان با هم تفاوت داشت.
- تتوی «لینکین پارک»، در قسمت پایینی کمر
- روی پا: روی ساق پای چپ، سرباز بالدار کاور آلبوم «هایبرید تئوری»
- روی ساق پای راست، یک تتوی اژدهای سبز
- روی شانه: شانهٔ سمت چپ، تتوی یک اژدهای سبز
- شانهٔ سمت راست، تتوی یک اژدهای زرد
- نماد خانوادگی روی قفسهٔ سینه: روی سینه تتوی حروف اول اسامی اعضای خانواده‌اش: خودش، همسرش و همهٔ پسرانش
- تتوی شعله‌های آبی و قرمز و تتوی «لینکین پارک»، معروف‌ترین تتوهای چستر بودند.

## درگذشت

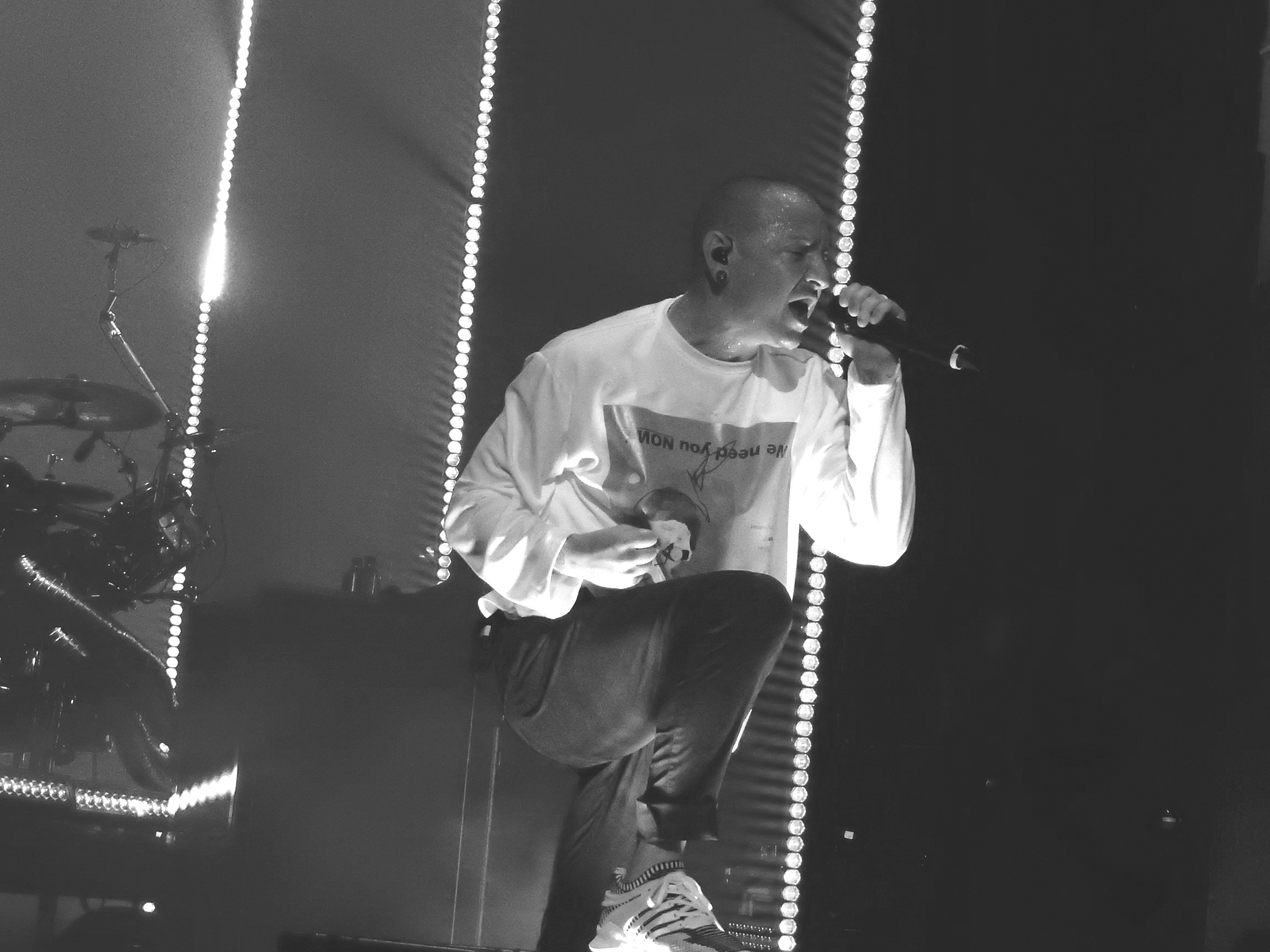
چستر بنینگتون هنگام اجرا در لندن

چستر بنینگتون در سن ۴۱ سالگی بر اثر خودکشی با حلق‌آویز کردن خویش در خانه‌اش در شهر پالوس وردس ایالت کالیفرنیا درگذشت. پیکر وی حدود ساعت ۹:۰۰ صبح در تاریخ ۲۰ ژوئیهٔ ۲۰۱۷ در محل اقامتش توسط نگهبان خانه‌اش پیدا شد. مایک شینودا با گذاشتن پستی در توییتر مرگ چستر را تأیید کرد و نوشت: «بسیار تکان‌دهنده است اما حقیقت دارد. به زودی یک بیانیهٔ رسمی این خبر را تأیید خواهد کرد.»
در ۲۱ ژوئیه برایان الایس رئیس مرکز معاینهٔ پزشکی تأیید کرد که در صحنه یک بطری نیمه‌پر الکل یافت شده اما در حال حاضر اثری از مواد مخدر نیست. به دنبال این واقعه کنسرت تور لینکین پارک One More Light Tour لغو شد و بلیط‌های کنسرت پس گرفته شدند.
مرگ بنینگتون در سالگرد ۵۳ سالگی کریس کورنل رخ داد. کورنل یکی از دوستان نزدیک چستر بود که او نیز دو ماه قبل از مرگ چستر بر اثر حلق‌آویز کردن خود، خودکشی کرده بود. مایک شینودا همچنین اشاره کرد که چستر برای آهنگ One More Light که توسط گروه در حال ساخت بود بسیار هیجان زده بود اما با نبود چستر ساخت این آهنگ ناتمام ماند و به افتخار چستر احتمالاً آن را در یک اجرای زنده اجرا خواهند کرد. چستر همچنین آهنگ هله‌لویا لئونارد کوهن را در مراسم خاکسپاری کریس کورنل خوانده بود و نیز سرپرستی پسر کورنل را برعهده داشت. مراسم خاکسپاری چستر در باغ سوت کوست واقع در پالوس وردس ایالت کالیفرنیا برگزار شد. علاوه بر اعضای خانواده و دوستان نزدیکش، بسیاری از موسیقی‌دانانی که با لینکین پارک تور یا همکاری داشتند نیز حضور داشتند.

## فیلم‌شناسی

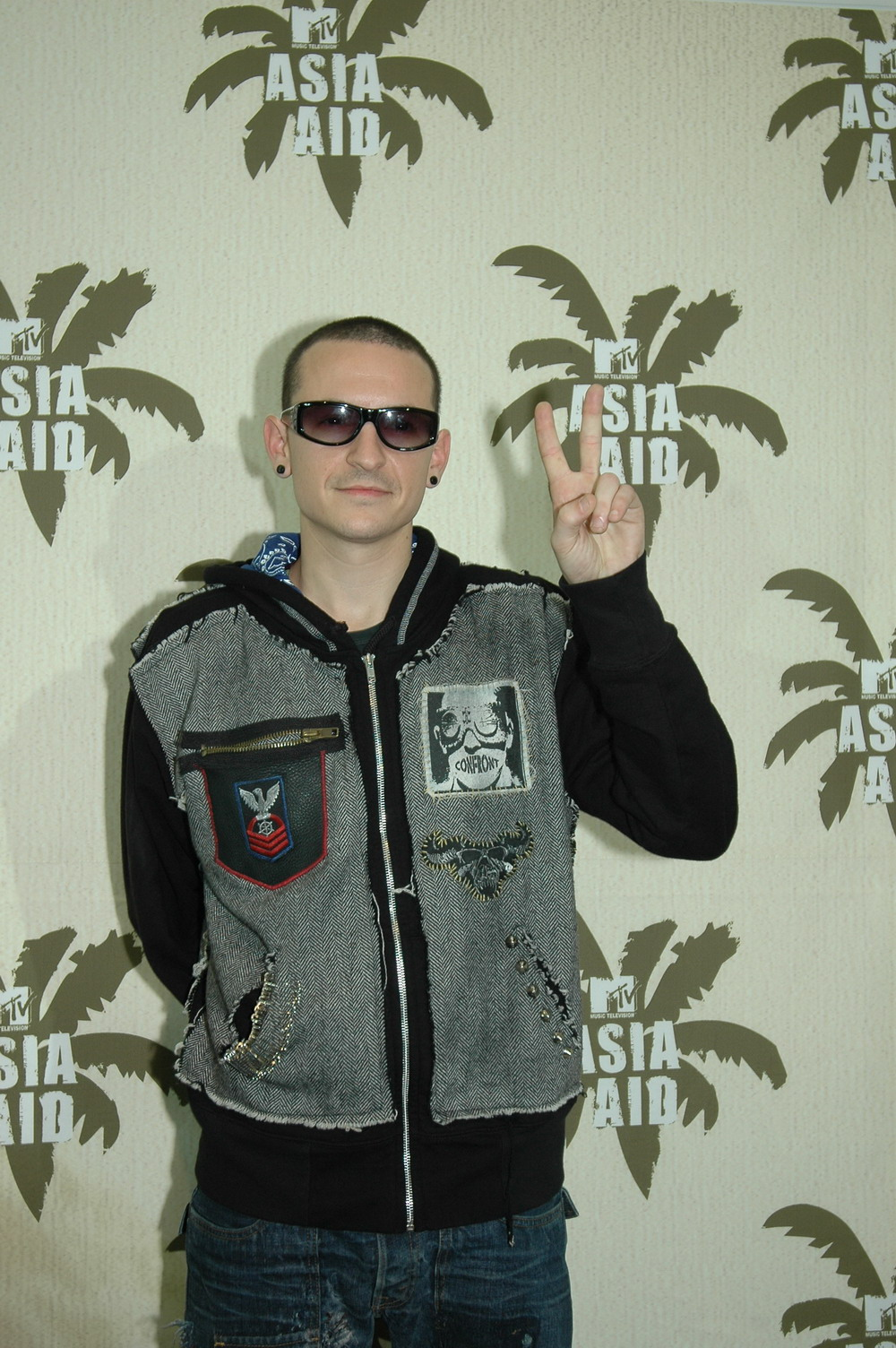
چستر بنینگتون در تور همیاری آسیا ام‌تی‌وی

| سال  | عنوان             | نقش                 |
| ---- | ----------------- | ------------------- |
| ۲۰۰۶ | کرانک             | مرد در داروخانه     |
| ۲۰۰۹ | کرانک: ولتاژ بالا | مرد در پارک هالیوود |
| ۲۰۱۰ | اره ۷             | ایون                |
| ۲۰۱۲ | مصنوعی            |                     |